# IC 4632
IC 4632 — галактика типу NF (в процесі підтвердження) у сузір'ї Геркулес.
Цей об'єкт міститься в оригінальній редакції індексного каталогу.